# 員林客運溪湖站
員林客運溪湖站是員林客運設於彰化縣溪湖鎮員鹿路三段87號服務站，車站位於員鹿路與彰水路交口。
溪湖站位於縣道148旁，距台19線約300公尺，是溪湖鎮重要的車站，又因溪湖鎮位於彰化縣地理中心，此站也為員林客運重要轉運站之一。

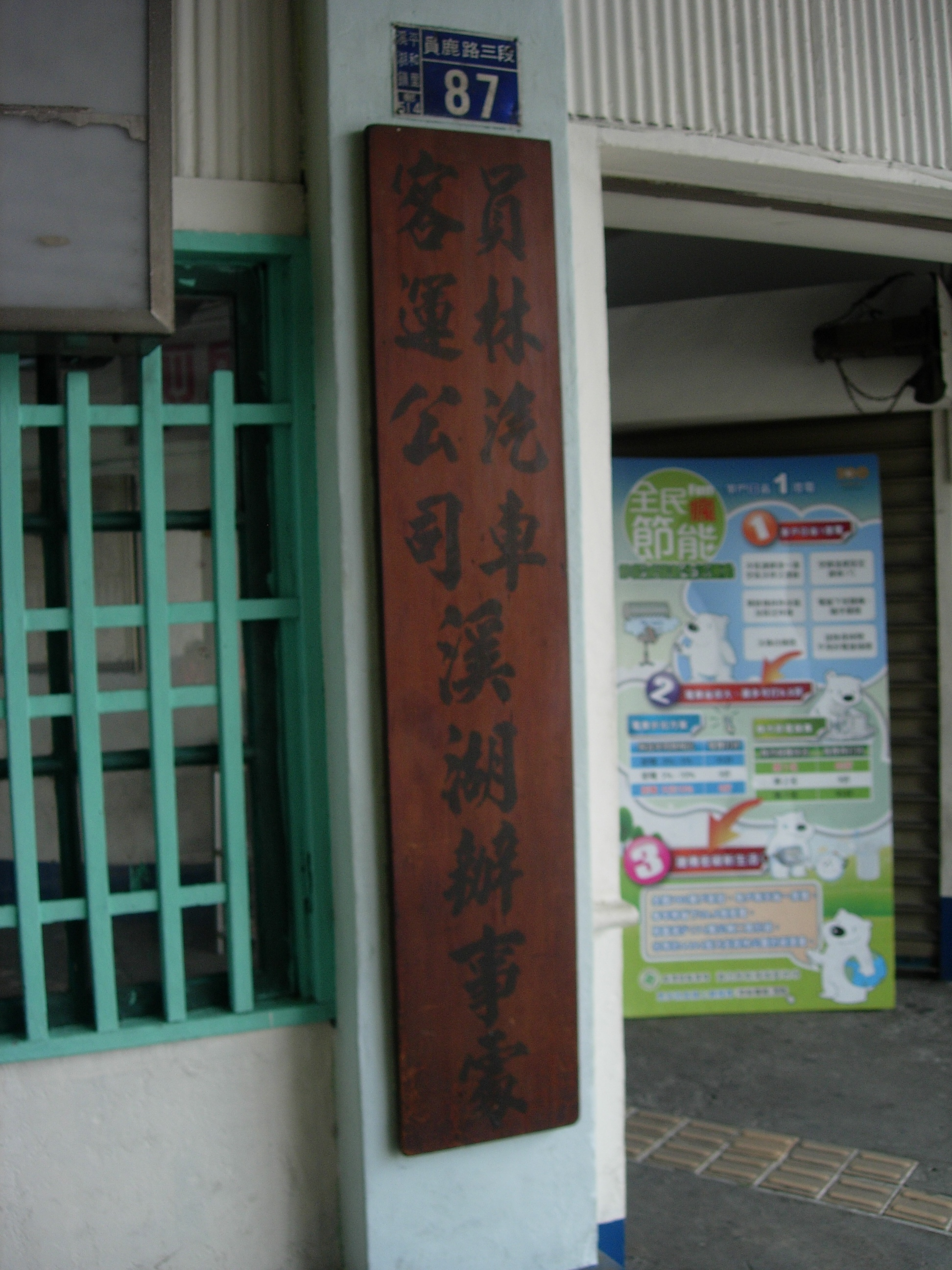
溪湖站門牌

## 場站月台
溪湖站有一處服務室，提供旅客票務及時刻資訊。班車停放點兩旁是候車地點，班車於彰水路進入車站，再於員鹿路出口。
月台指示牌分別如下：
- 往員林｜（經由埔心）
- 往彰化｜台中
- 往鹿港｜大村　石碑村
- 往二林｜大城（西港　王功）
  - 東環路與西環路交會路口旁空地停放不少員林客運客車

## 行駛路線
- 【10A】 員林客運溪湖站－員林轉運站－溪頭（行經台76線及國道3號）
  - 停靠員林轉運站
- 【19】 彰化車站－員林客運溪湖站－員林客運二林站（行經國道1號）
  - 經彰化女中、彰化縣政府、彰基醫院、秀傳醫院、二林工商
- 【6703】 員林－溪湖
  - 經彰化醫院
- 【6704】 鹿港－石碑－溪湖－大村－員林
- 【6705】 員林－溪湖－鹿港
  - 經舊館國小，員生醫院
- 【6713】 彰化－溪湖－二林
- 【6714】 彰化(市區)－溪湖－二林－西港
  - 經彰化秀傳醫院，彰化基督教醫院，彰化縣政府
- 【6715】 彰化－溪湖－西螺（經彰水路）
- 【6716】 彰化－溪湖－北斗
- 【6736】 台中－彰化－二林 (不經高鐵)
- 【6737】 台中－大城－西港 (經高鐵)
- 【6738】 台中－芳苑－王功 (經高鐵)

因調度關係，以下路線有使用溪湖車輛行駛
- 【6710】 二林─王功
- 【6712】 二林─西港
- 【6712A】 二林－西港（經頂莊、台西村）

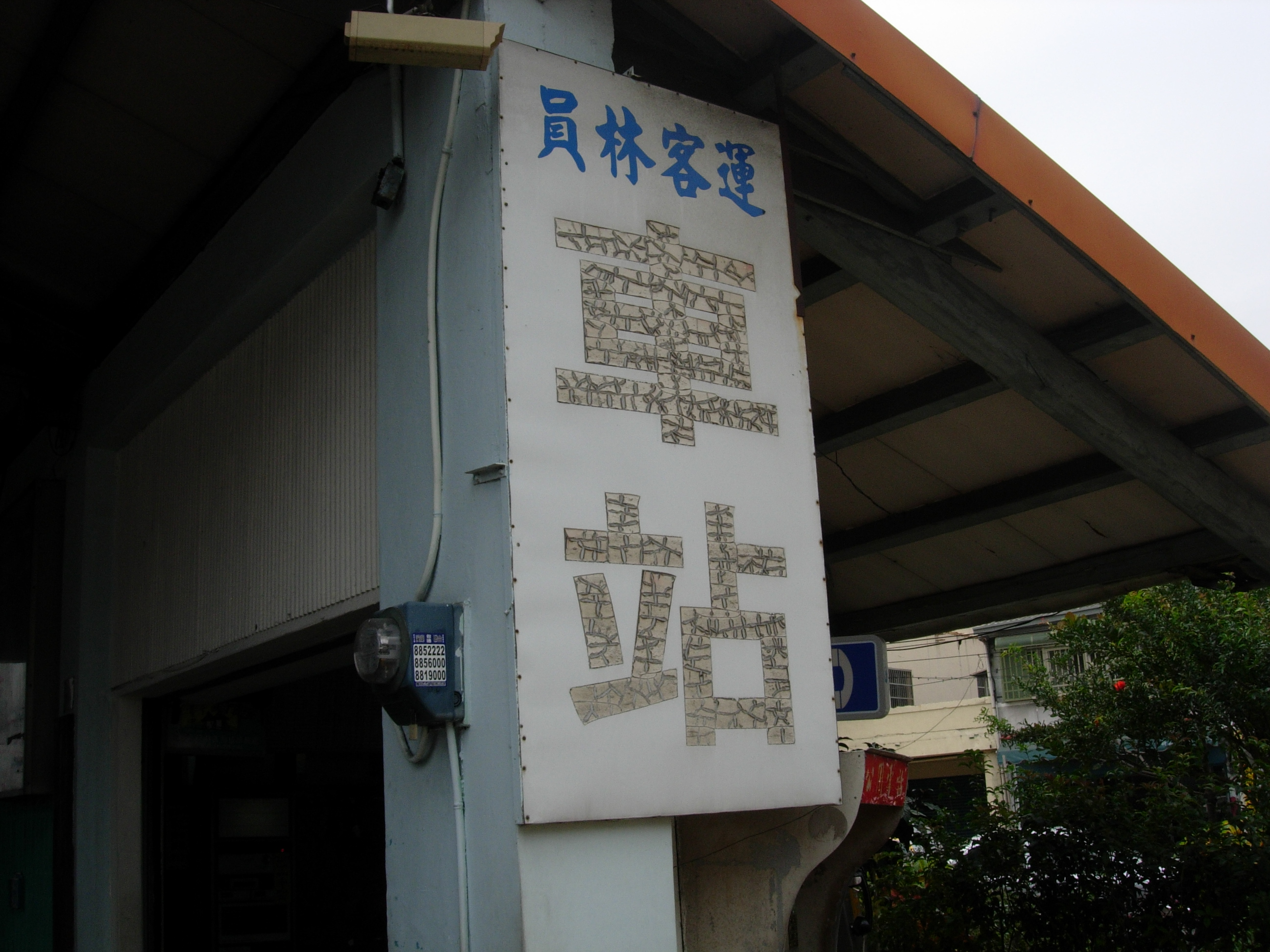
溪湖站"車站"看板

- 【9019】 台中朝馬－二林－麥寮

## 時刻班次
- 【10A】
  - 往員林　溪頭每日1班次
- 【19】
  - 往彰化　二林每日11班次
- 【20】
  - 往員林　二林每日8班次
- 【6704】
  - 往大村　員林每日6班次
  - 往石碑村　鹿港每日6班次
- 【6703】【6705】
  - 往鹿港方向每日21班次
  - 往埔心 員林平日34班次，假日33班次
    - 行經彰化醫院11班次
- 【6715】
  - 往西螺每日10班次
    - 假日前一日及假日加開往東合興1班次
- 【6716】
  - 往北斗每日6班次
- 【6713】【6714】【6736】【6737】【6738】
  - 往二林 芳苑 王功 大城 西港方向每日43班次
  - 往彰化 台中方向平日56班次，假日57班次，週五加開經高鐵站1班次，週日加開經高鐵站2班次
  - 往彰化(市區)經彰化秀傳醫院，彰化基督教醫院，彰化縣政府方向每日7班次
- 【9019】
  - 往麥寮　台中朝馬每日5班次

## 車站週邊
- 溪湖國小
- 溪湖鎮第一公有零售市場
- 溪湖老街
- 溪湖市區
- 溪湖鎮農會
- 台灣楓康超市溪湖店
- 統聯客運溪湖站(約350公尺)
- 溪湖糖廠(約800公尺)
- 溪湖果菜市場(約850公尺)

## 圖片

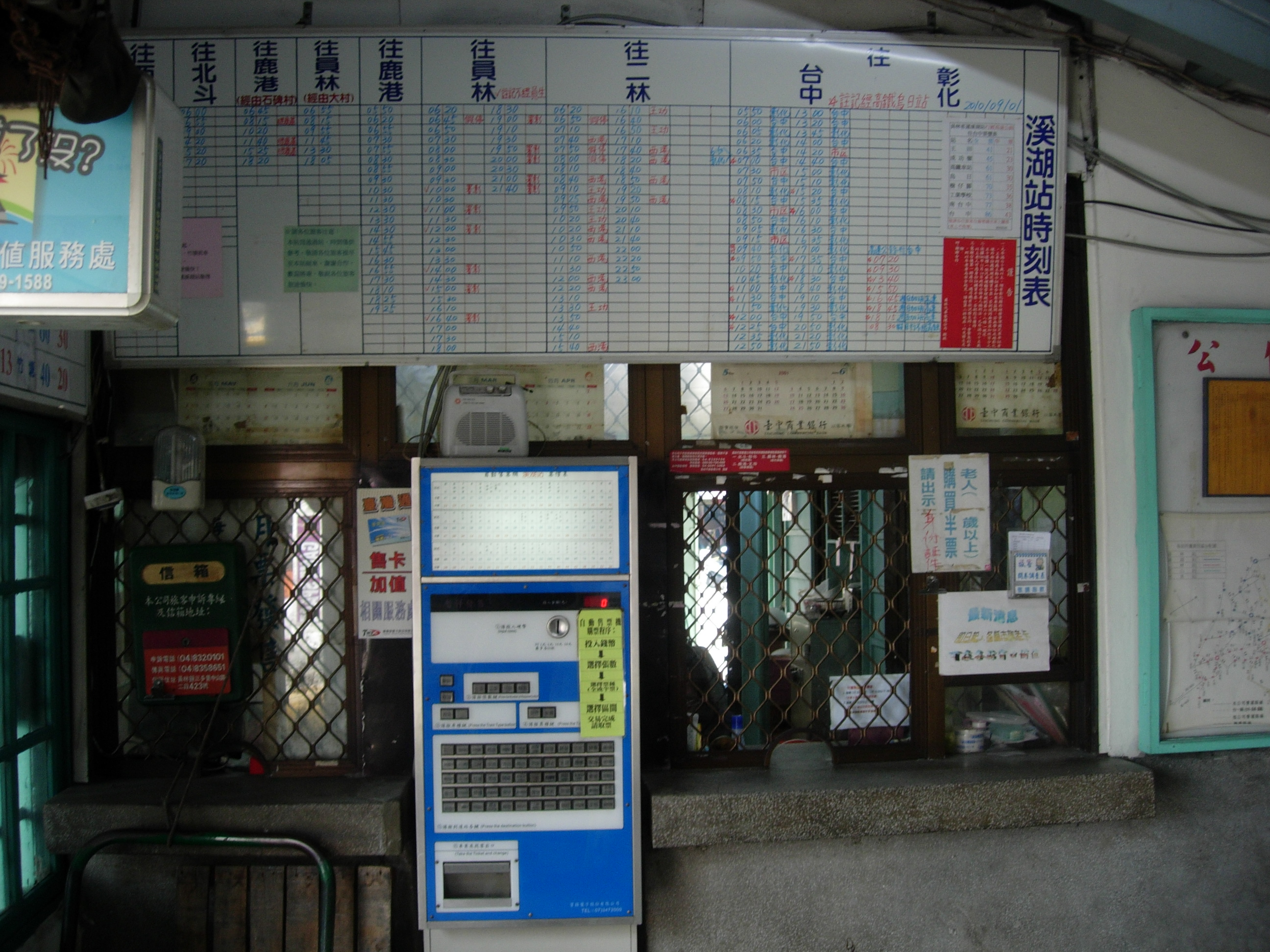
溪湖站時刻表
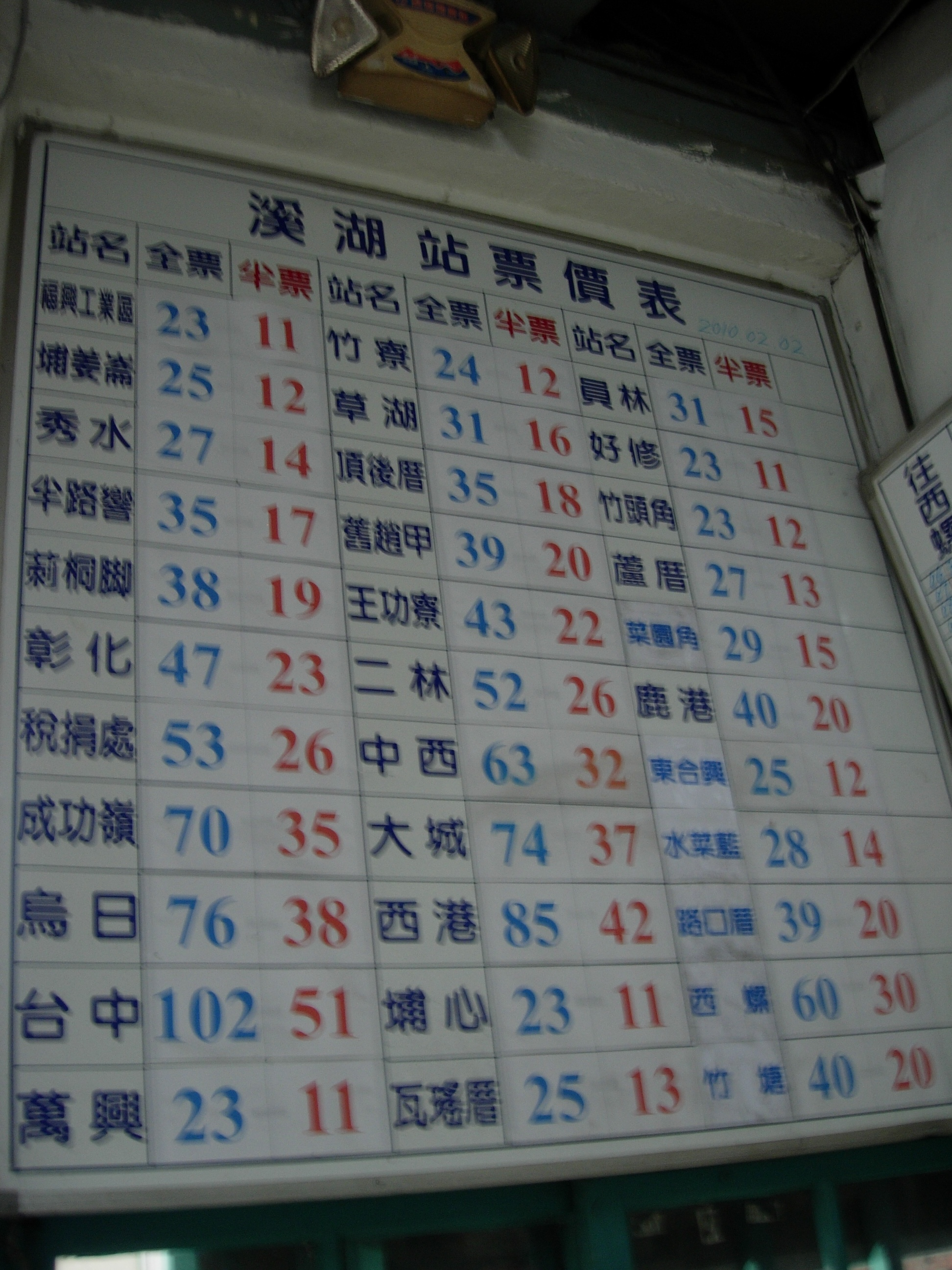
溪湖站票價表
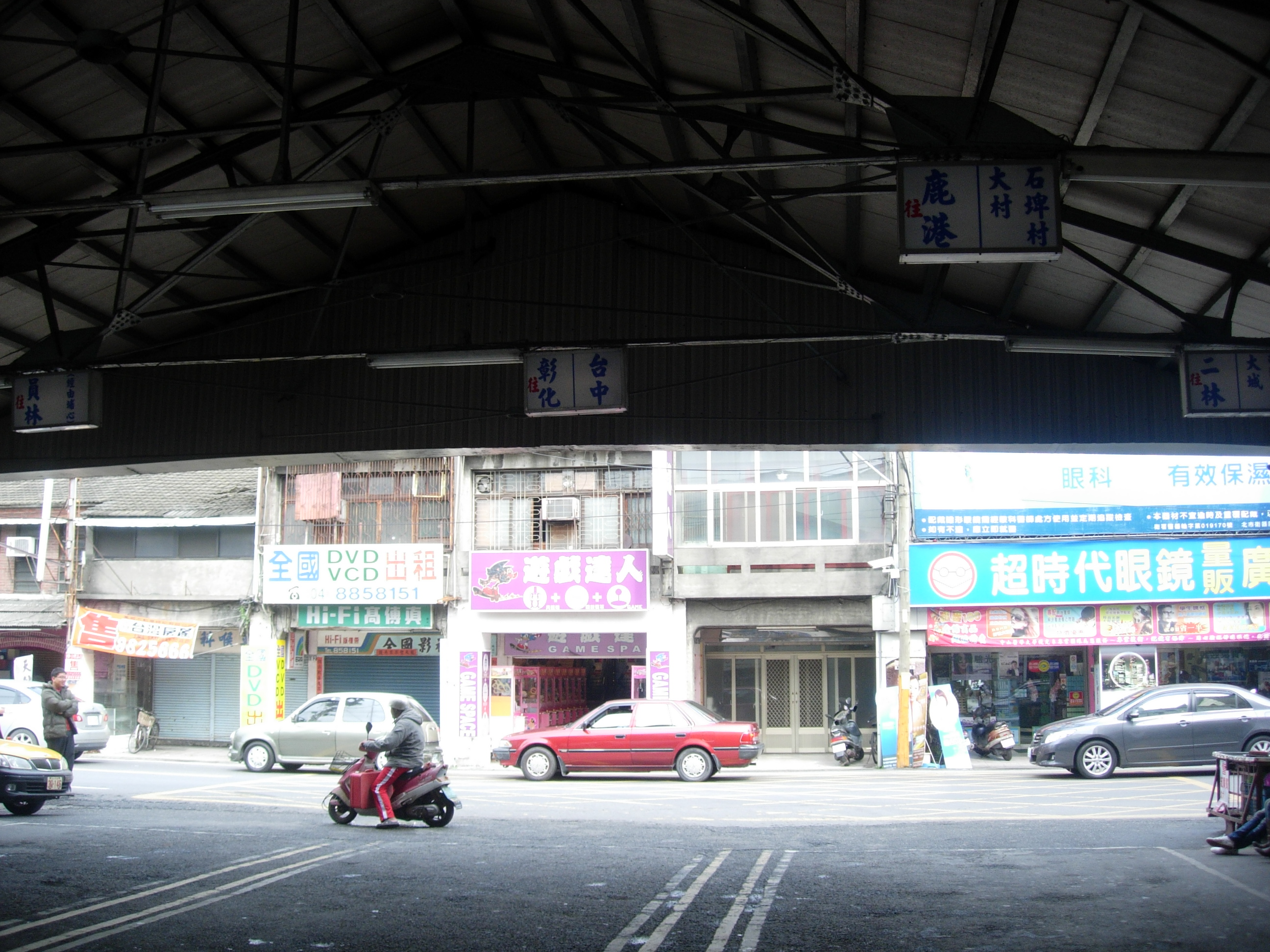
溪湖站內部
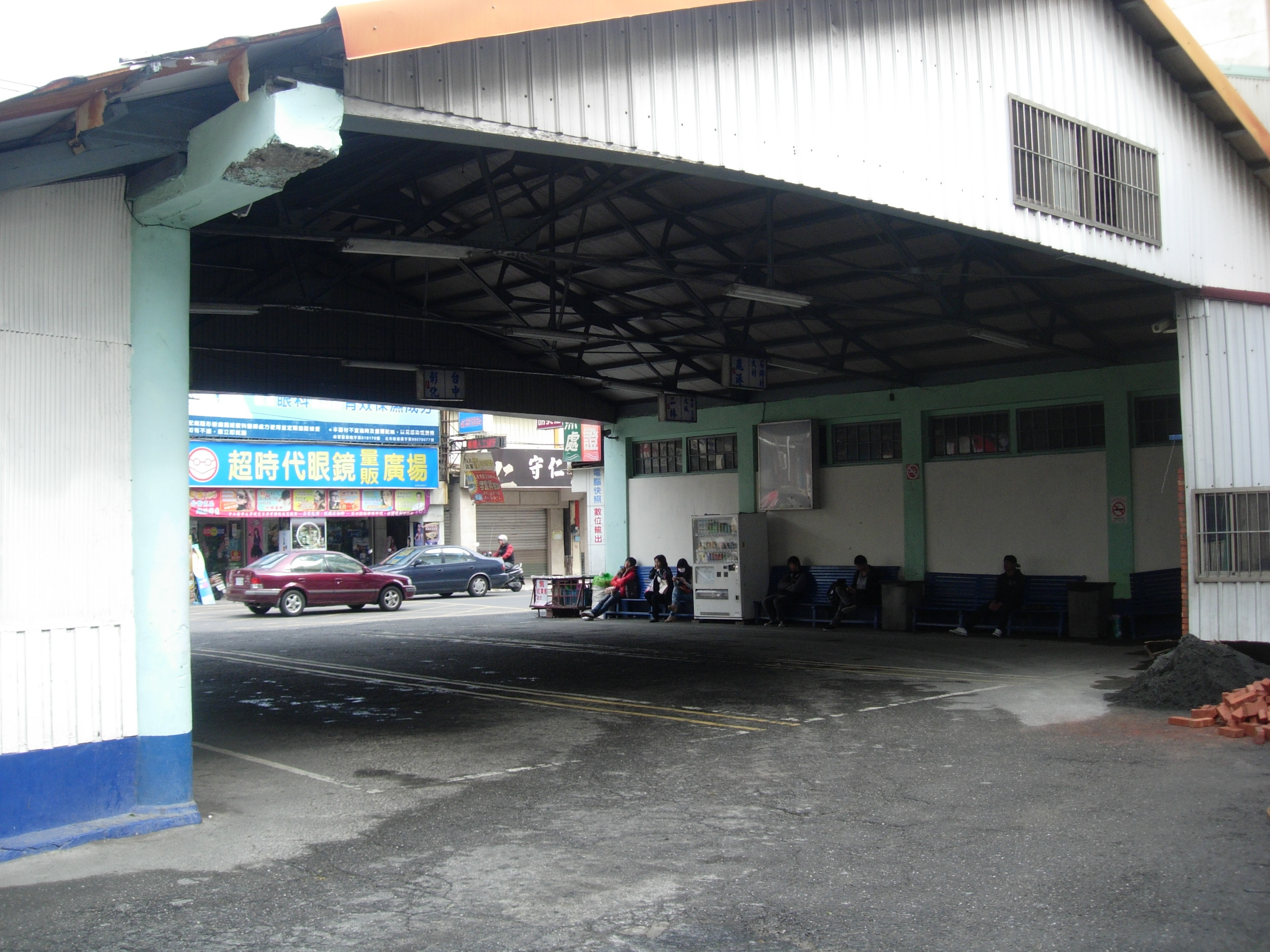
溪湖站彰水路入口
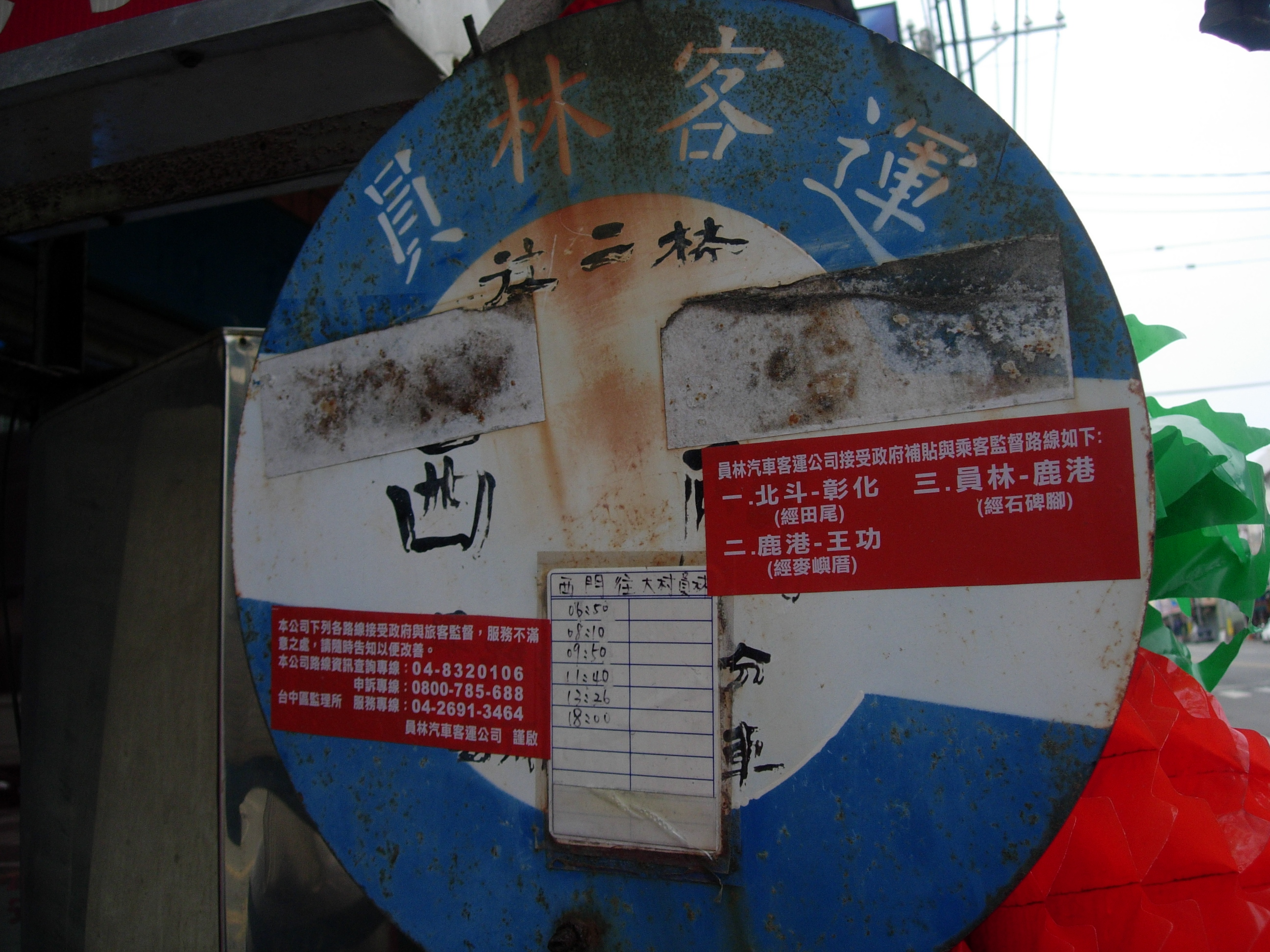
"西門"站牌

## 資料來源
1. ↑  .   [2011-12-13]. （原始内容存档于2016-03-04）.
2. ↑  .   [2011-12-13]. （原始内容存档于2006-08-25）.
3. ↑  .   [2014-11-13]. （原始内容存档于2014-11-23）.

## 外部連結
- 員林客運公司（页面存档备份，存于）